# Sprzęgło poślizgowe
Sprzęgło poślizgowe – w odróżnieniu od sprzęgieł przymusowych – sprzęgło, w którym stale lub w określonych warunkach następuje poślizg. Oznacza to że średnia prędkość  obrotowa wałka napędzanego (liczona w czasie pełnego obrotu) jest stale lub chwilowo mniejsza od prędkości wałka napędzającego.
Do sprzęgieł poślizgowych należą:
- sprzęgła pracujące stale z poślizgiem:
  - sprzęgło indukcyjne
  - sprzęgło hydrokinetyczne
  - sprzęgło wiskotyczne
- sprzęgła, w których chwilowo może wystąpić poślizg: 
  - sprzęgło cierne – poślizg przy przeciążeniu
  - sprzęgło bezpieczeństwa - rozłącza napęd lub ogranicza moment napędowy przy przeciążeniu
  - sprzęgło rozruchowe - przenosi moment dopiero przy przekroczeniu pewnej prędkości obrotowej